# Xã Crane Creek, Quận Mountrail, Bắc Dakota
Crane Creek là một lãnh thổ chưa tổ chức thuộc quận Mountrail, tiểu bang Bắc Dakota, Hoa Kỳ. Năm 2010, dân số của nơi này là 84 người.